# 昌图镇
昌图镇，是中华人民共和国辽宁省铁岭市昌图县下辖的一个乡镇级行政单位。

## 行政区划
昌图镇下辖以下地区：
西街社区、东街社区、北街社区、南街社区、满井社区、关山社区、果园社区、滨河社区、文萃社区、城关村、八家子村、沙河子村、红顶村、双利村、东张家村、满井村、五台子村、二高地村、银河堡村、二道沟村、东明村、双树村、太阳村、三道沟村、青羊村、河信子村和昌图银河工业园区社区。

## 交通
京哈铁路：昌图站